# 데니즈 호
데니즈 호(영어: Denise Ho, 중국어 간체자: 何韵诗, 정체자: 何韻詩, 한어 병음: Hé Yùnshī 허윈스[*], 월병: Ho4 Wan5 Si1 호완시[*], 한자음: 하운시, 본명: 데니즈 호완시(Denise Ho Wan-see), 1977년 5월 10일 ~ )는 홍콩, 캐나다의 가수, 싱어송라이터, 배우, 활동가이다.

## 생애
데니즈 호는 1977년 5월 10일에 홍콩에서 교사로 근무하던 부부의 딸로 태어났으며 11세 시절에 가족들과 함께 캐나다 몬트리올로 이주했다. 캐나다 퀘벡 대학교 몬트리올에서 그래픽 디자인을 전공했고 1996년에 홍콩 TVB 방송국이 주최한 음악 경연 프로그램인 《신인 노래 경연 대회》(新秀歌唱大賽)에서 우승을 차지하면서 가수로 데뷔하게 된다.
데니즈 호는 2001년에 자신의 첫 EP 음반인 《first.》를 발표했고 2002년에는 자신의 첫 정규 음반인 《Free Love》를 발표했다. 2006년부터 2007년까지 홍콩, 캐나다 토론토, 미국 애틀랜틱시티를 오가면서 자신의 첫 콘서트 투어인 《Live in Unity》를 열었다.
데니즈 호는 2012년 11월 10일에 열린 홍콩 프라이드 퍼레이드에서 자신이 레즈비언임을 공개적으로 표명했고 2013년 1월에는 홍콩의 성소수자를 지지하는 단체인 대애동맹(大愛同盟)을 결성했다. 2014년 홍콩 시위 과정에서는 홍콩 시위대가 주도한 우산 혁명을 찬양하는 노래를 발표하면서 홍콩 정부의 시위 진압을 강하게 비판했는데 이 사건으로 인해 데니즈 호는 중국 본토에서 활동 금지 처분을 받게 된다.
2016년 6월에는 프랑스의 화장품 브랜드인 랑콤이 2016년 6월 19일에 홍콩에서 데니즈 호가 참석하는 콘서트를 개최하려는 계획을 발표했다. 이에 중국의 관영 신문인 《환구시보》는 데니즈 호를 "홍콩 독립 운동 지도자"라고 비난하는 내용이 담긴 기사를 통해 랑콤에 대한 불매 운동을 주장했고 랑콤은 데니즈 호의 콘서트를 취소하게 된다. 이 때문에 홍콩에서는 랑콤이 중국 공산당의 압력에 굴복했다는 비판 여론이 확산되었고 데니즈 호는 홍콩에서 시민들을 위한 콘서트를 직접 개최하게 된다. 데니즈 호는 2016년에 영국방송공사(BBC)가 발표한 전 세계에서 큰 영향을 준 여성 100인에 관한 명단인 100 위민(100 Women)에 이름을 올렸다.
데니즈 호는 2019년 홍콩 시위를 계기로 홍콩의 자유, 민주주의를 지지하는 입장을 표명했다. 데니즈 호는 2019년 7월에 스위스 제네바에 위치한 유엔 인권 이사회에서 진행된 연설을 통해 홍콩의 자유, 인권, 민주주의가 위협을 받고 있다고 지적하면서 중국을 유엔 인권 이사회에서 축출해야 한다는 입장을 표명했다. 이 과정에서 데니즈 호는 유엔 주재 중국 외교관들과 2차례에 걸친 설전을 벌이기도 했다.
2019년 9월 17일에는 미국 의회의사당에서 열린 미국 의회 산하 의회·행정부 중국위원회 청문회에 참석하여 홍콩 경찰이 시위자들에게 과도한 폭력을 사용하고 있다고 지적했고 미국 의회에 《홍콩 인권·민주주의법》(Hong Kong Human Rights and Democracy Act)을 통과시킬 것을 요구했다. 겅솽 중국 외교부 대변인은 미국 의회가 홍콩 사태를 빌미로 중국의 내정에 간섭하고 있다고 비판했지만 데니즈 호는 홍콩의 민주주의에 대한 탄원이라고 지적했다. 2019년 9월 29일에는 타이완 타이베이시에서 열린 홍콩 민주화 시위 지지 집회에 참가하던 도중에 페인트 공격을 받기도 했다.

## 음반 목록

### 정규 음반
- 2002년 《Free Love》
- 2003년 《Dress Me Up!》
- 2005년 《艶光四射》
- 2005년 《梁祝下世傳奇》
- 2006년 《Our Time Has Come》
- 2007년 《What Really Matters》
- 2008년 《Ten Days in the Madhouse》
- 2009년 《Heroes》
- 2010년 《無名·詩》
- 2011년 《Awakening》
- 2012년 《Awakening 賈寶玉》
- 2013년 《共存》
- 2013년 《Recollections》

### 컴필레이션 음반
- 2003년 《Roundup》
- 2004년 《The Best of HOCC》
- 2008년 《Goomusic Collection 2004-2008》

### EP 음반
- 2001년 《first.》
- 2002년 《hocc²》

### 싱글 음반
- 2007년 《We Stand As One》
- 2010년 《詩與胡說》
- 2011년 《Green》
- 2012년 《無臉人》
- 2015년 《是有種人》
- 2016년 《Dearest Black》
- 2018년 《極夜後》

### 라이브 음반
- 2007년 《Hocc Live in Unity 2006》
- 2007년 《Small Matters》
- 2009년 《快樂是免費的音樂會》
- 2010년 《Supergoo何韻詩演唱會2009》
- 2011년 《Hocc Homecoming Live 2010》
- 2014년 《Memento何韻詩演唱會2013》
- 2015년 《Re-imagine Hocc Live 2015》
- 2017년 《Dear Friend, 何韻詩2016演唱會》
- 2019년 《On the Pulse of Hocc 2018 Live》

## 출연 작품 목록

### 영화
- 1998년 《烈火靑春》 (Rumble Ages)
- 2000년 《妖怪傳》 (The Slayer of Demons)
- 2003년 《豪情》 (Naked Ambition)
- 2003년 《尋找周杰倫》 (Hidden Track)
- 2003년 《安娜與武林》 (Anna in Kung Fu Land)
- 2003년 《1:99電影行動》 - 〈誰是香港小姐?〉 (1:99 Shorts: Who Is Miss Hong Kong?)
- 2007년 《阿森一族大電影》 (The Simpsons Movie)
- 2008년 《功夫熊貓》 (Kung Fu Panda)
- 2009년 《游龍戲鳳》 (Look for a Star)
- 2010년 《72家租客》 (72 Tenants of Prosperity)
- 2010년 《貓狗鬥多番》 (Cats & Dogs: The Revenge of Kitty Galore)
- 2010년 《東風破》 (Merry-Go-Round)
- 2011년 《功夫熊貓 2》 (Kung Fu Panda 2)
- 2011년 《奪命金》 (Life Without Principle, 탈명금: 사라진 천만 달러의 행방)
- 2012년 《2012我愛HK 喜上加囍》 (I Love Hong Kong 2012)
- 2012년 《血滴子》
- 2013년 《古惑仔：江湖新秩序》 (Young and Dangerous: Reloaded)

### 드라마
- 1999년 《反黑先鋒》 (Anti-Crime Squad)
- 2000년 《陀槍師姐II》 (Armed Reaction II)
- 2004년 《上海灘之俠醫傳奇》 (Shanghai Legend)
- 2007년 《森之愛情》 (Colours of Love)
- 2010년 《女王辦公室》 (O.L. Supreme)

## 수상
- 2006년 얼티메이트 송 차트 어워드 여자 가수 부문 금상 수상
- 2012년 중국 영화 매체상 여우조연상 수상
- 2013년 얼티메이트 송 차트 어워드 가장 사랑받는 여자 가수 부문 수상
- 2014년 얼티메이트 송 차트 어워드 가장 사랑받는 노래 부문 수상